# Apokayana
Apokayana es un género de arañas de la familia Pholcidae, orden Araneae. Fue descrito por Bernhard A. Huber en 2018.

## Especies
- A. bako (Huber, 2011)
- A. iban (Huber, 2011)
- A. kapit (Huber, 2016)
- A. kubah (Huber, 2016)
- A. niah (Huber, 2016)
- A. nigrifrons (Deeleman-Reinhold & Deeleman, 1983)
- A. pueh (Huber, 2016)
- A. sedgwicki (Deeleman-Reinhold & Platnick, 1986)
- A. seowi (Huber, 2016)
- A. tahai (Huber, 2011)